# Suomi-sarja
Suomi-sarja je finsko trećeligaško natjecanje u športu hokeju na ledu. 
Momčadi koje igraju u Suomi-sarji, koncem sezone mogu ispasti u 1. diviziju ili plasirati se u viši natjecateljski razred, Mestis ligu.